# Краківська опера
Краківська Опера (пол. Opera Krakowska) — оперний театр в Кракові, заснований 1954 року. Сучасна будівля театру розташована на вулиці Любеч, 48.

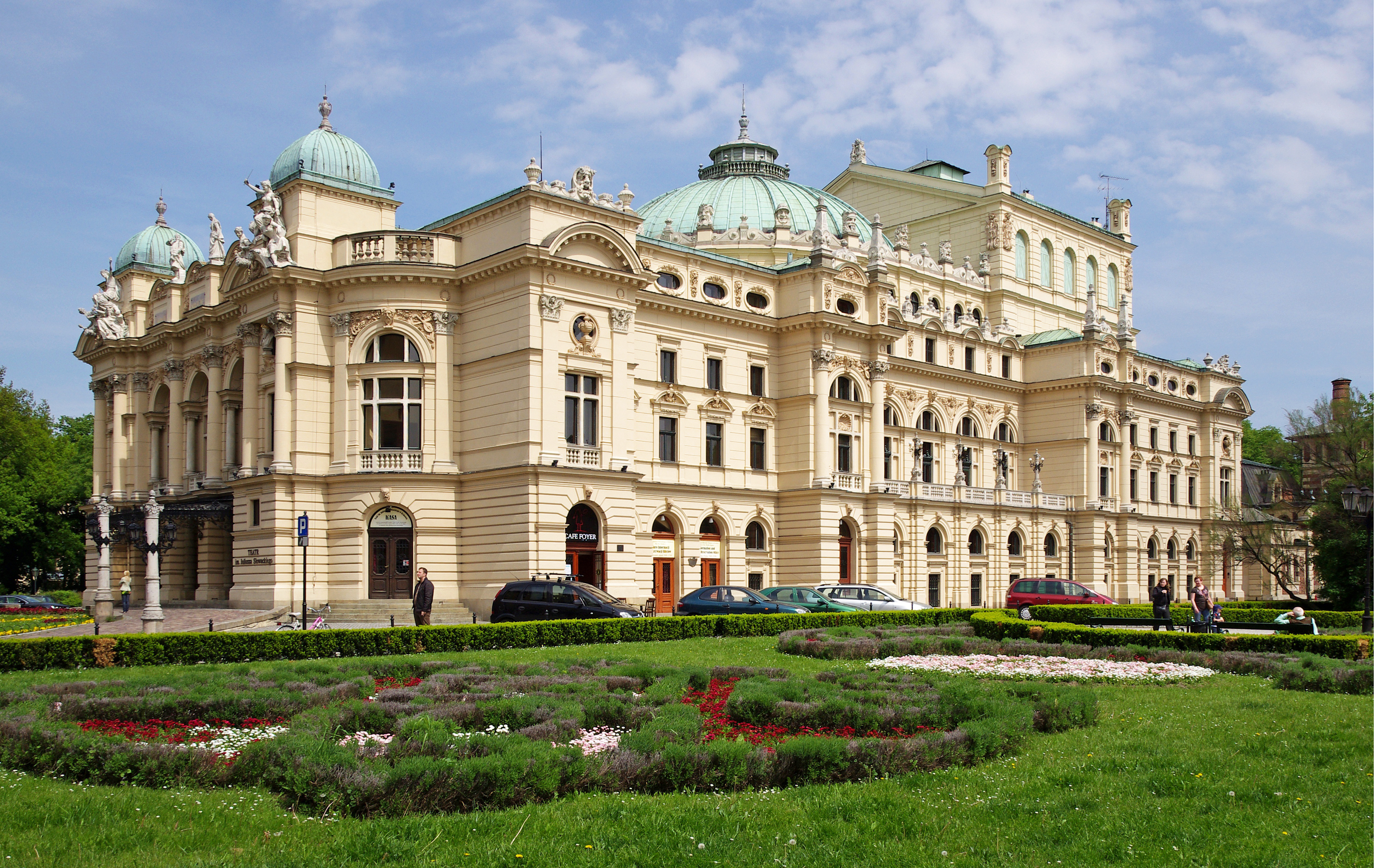
Театр ім. Юліуша Словацького

Оперні спектаклі ставились в Кракові поряд з драматичними з 1893 року в міському театрі ім. Юліуша Словацького, проте опери давались не часто через фінансові труднощі. 1954 року в Кракові виникло одразу два товариства — Товариство друзів опери (Towarzystwo Przyjaciół Opery), яке організувало колектив музикантів з артистів краківської філармонії та випускників консерваторії і поставили «Ріголетто» Дж. Верді. Паралельно «Товариство друзів музичного театру» (Towarzystwo Przyjaciół Teatru Muzycznego), до якого входили артисти оркестру польського радіо і хору, створили оперету і поставили «Графиню Маріцу» І.Кальмана. Протягом 4-х років оперна трупа ставила спектаклі в приміщенні театру ім. Словацького, а опереткова — в Домі солдата.
1958 року Товариства припинили існування, а колективи об'єднано під патронатом міста. Театр отримав назву «Міський музичний театр — опера і оперета» (Miejski Teatr Muzyczny — Opera i Operetka). 1975 року назву було змінено на «Краківський музичний театр», а 1981 року — на «Опера і оперета в Кракові». З 1983 року театр веде активну гастрольну діяльність, її опери, оперети та балети виставляються у різних країнах Європи, театр грає провідну роль у підготовці польських вокалістів.
З 2001 театр отримав сучасну назву. У 2004—2008 року для театру була збудована нова будівля за проектом Ромуальда Лоеглера, що виграв конкурс, оголошений 2002 року. Нова будівля вміщує великий зал, місткістю 761 місце, зі сценою площею 443 м², а також камерним залом, репетиційними аудіторіями, новітнім технічним оснащенням.